# Peter Withe
Peter Withe (nacido el 30 de agosto de 1951 en Liverpool, Lancashire) es un futbolista inglés que se desempeñó en la labor de delantero, entre 1971 y 1990. También ha trabajado como mánager o entrenador, predominantemente en el sudeste de Asia.
La cumbre de su carrera futbolística vendría en el Aston Villa, donde fue un jugador clave en la conquista de la the Football League con el triunfo del título de 1980–81 y anotó el único gol en la Final de la Copa de Europa de 1982 que supuso la victoria y la única copa de Europa en su haber para el Aston Vila.
Su hermano, Chris, jugó para el Bradford City.

## Equipos como jugador
- 1970-1972: Southport  Inglaterra
- 1971-1972: Barrow  Inglaterra
- 1972-1973: Port Elizabeth City  Sudáfrica
- 1972-1973: Arcadia Shepards  Sudáfrica
- 1973-1975: Wolverhampton Wanderers  Inglaterra
- 1975-1975: Portland Timbers  Estados Unidos
- 1975-1977: Birmingham City  Inglaterra
- 1976-1979: Nottingham Forest  Inglaterra
- 1978-1980: Newcastle United  Inglaterra
- 1980-1985: Aston Villa  Inglaterra
- 1985-1987: Sheffield United  Inglaterra
- 1987-1990: Huddersfield Town  Inglaterra

## Equipos como entrenador
- 1991: Wimbledon FC  Inglaterra
- 1998-2002: Selección de fútbol de Tailandia
- 2004-2007: Selección de fútbol de Indonesia

- Datos: Q467383
- Multimedia: Peter Withe / Q467383